# Saint-Sulpice-les-Feuilles (tổng)
Tổng Saint-Sulpice-les-Feuilles là một tổng của Pháp tọa lạc tại tỉnh Haute-Vienne trong vùng Nouvelle-Aquitaine.

## Địa lý
Tổng này được tổ chức xung quanh Saint-Sulpice-les-Feuilles trong quận Bellac. Độ cao khu vực này là 145 m (Lussac-les-Églises) đến 384 m (Arnac-la-Poste) độ cao trung bình trên mực nước biển là 250 m.

## Hành chính
| Giai đoạn | Ủy viên            | Đảng | Tư cách                  |
| --------- | ------------------ | ---- | ------------------------ |
| 2004-2011 | Jean-Pierre Drieux | ADS  | Thị trưởngArnac-la-Poste |

## Phân chia đơn vị hành chính
Tổng Saint-Sulpice-les-Feuilles được chia thành 9 xã và khoảng 4 299 người (điều tra dân số năm 1999 không tính trùng dân số).
| Xã                         | Dân số | Mã bưu chính | Mã insee |
| -------------------------- | ------ | ------------ | -------- |
| Arnac-la-Poste             | 979    | 87160        | 87003    |
| Cromac                     | 302    | 87160        | 87053    |
| Les Grands-Chézeaux        | 256    | 87160        | 87074    |
| Jouac                      | 206    | 87890        | 87080    |
| Lussac-les-Églises         | 588    | 87360        | 87087    |
| Mailhac-sur-Benaize        | 314    | 87160        | 87090    |
| Saint-Georges-les-Landes   | 255    | 87160        | 87145    |
| Saint-Martin-le-Mault      | 127    | 87360        | 87165    |
| Saint-Sulpice-les-Feuilles | 1 272  | 87160        | 87182    |

## Thông tin nhân khẩu
| 1962                                                     | 1968  | 1975  | 1982  | 1990  | 1999  |
| -------------------------------------------------------- | ----- | ----- | ----- | ----- | ----- |
| 5 403                                                    | 5 801 | 5 557 | 5 302 | 4 793 | 4 299 |
| Nombre retenu à partir de 1962 : dân số không tính trùng |       |       |       |       |       |